# Doreen Månsson
Doreen Dahab Anna Månsson, också känd som Doreen, född 3 juli 1974 i Maria församling i Helsingborg, är en svensk journalist, programledare och producent. Hon har lett talkshowen Doreen 21.30 på SVT 2 2008.
Månsson, som är uppvuxen i Uppsala, Umeå och Afrika, var tidigare programledare för Bolibompa och har varit med i TV-serien Dreamteam som sändes 2003. Hon har också varit samhällsreporter och debattör i Sveriges Radio. 2007 ledde Doreen Idol halvtid och Idol eftersnack tillsammans med Hannah Graaf. Året därpå fick hon sin alldeles egna pratshow, Doreen 21.30, som visades på SVT. 
I april 2008 var Doreen Månsson med i komediserien Lilla Al-Fadji & Co i Kanal 5. Hon medverkade i säsongen 2009/2010 av På spåret tillsammans med Hans Rosling. Hon är också producent på SVT barn och programutvecklare på SVT kultur. 
Doreen Månsson nominerades till utmärkelsen "bästa programledare" och fick även en nominering för bästa program i dokumentärserien om främlingsfientlighet Välkomna nästan allihopa.
På hösten 2011 medverkade Doreen Månsson i Fångarna på fortet där föräldrarna möter barnen. Hon ledde också Världens barn-galan 2017 tillsammans med Lasse Kronér.
På hösten 2020 var Doreen Månsson programledare för en serie på SVT som handlade om Hajar i Sydafrika. Hon har också spelat in en programserie om vardagsjuridik för kanalen. Förutom det så arbetar hon även som tv-producent och föreläsare samt driver PR-byrån Doreen PR.
Doreen Månsson har tre döttrar.